# Daniel Ernst Jablonski

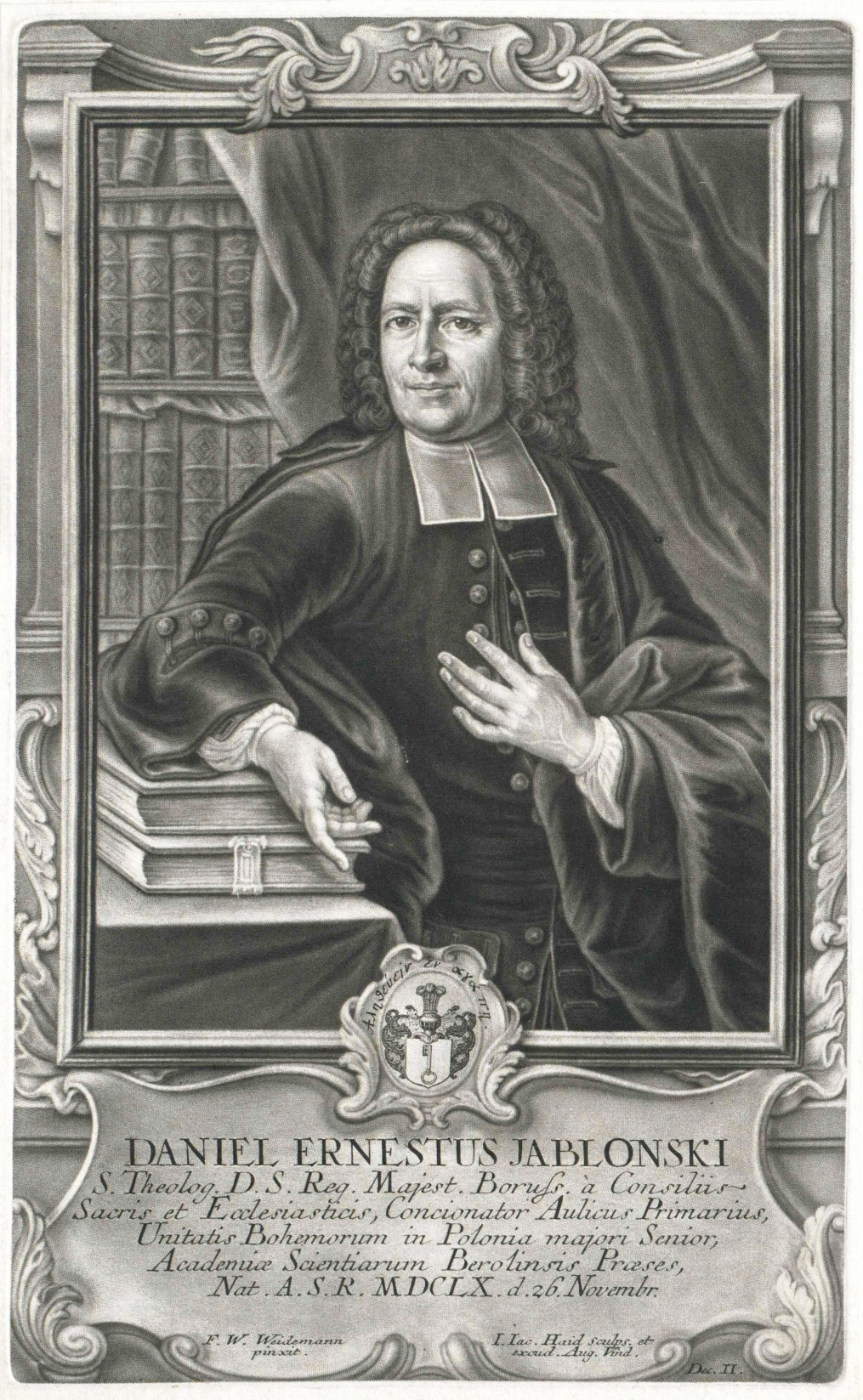
Daniel Ernst Jablonski. Stich von Johann Jacob Haid nach Friedrich Wilhelm Weidemann

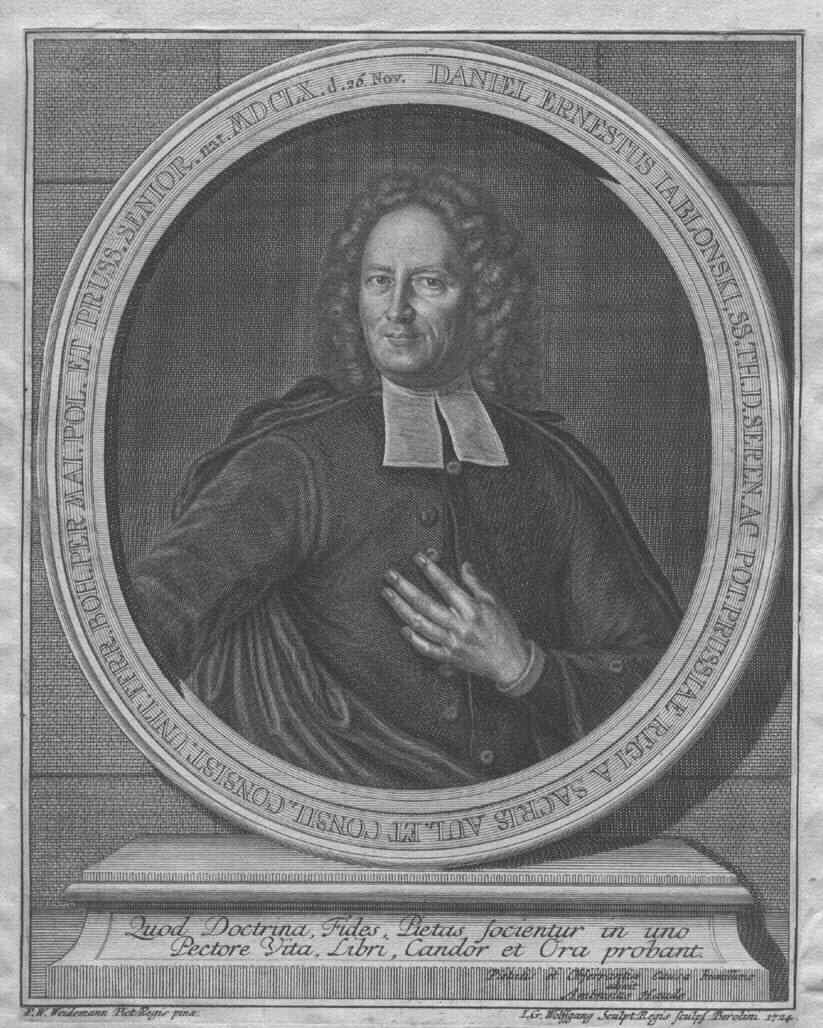
Daniel Ernst Jablonski. Kupferstich von Johann Georg Wolffgang (1662–1744) nach Friedrich Wilhelm Weidemann

Daniel Ernst Jablonski (* 20. November 1660 in Nassenhuben bei Danzig; † 25. Mai 1741 in Berlin) war ein böhmisch-polnisch-deutscher Theologe, Hofprediger in Berlin, Senior (Bischof) des polnischen Zweiges der Brüder-Unität sowie Mitbegründer der späteren Preußischen Akademie der Wissenschaften, die auf Gottfried Wilhelm Leibniz zurückgeht.

## Herkunft
Sein Vater war Peter Figulus-Jablonský (1617–1670). Er war Protestant und musste Böhmen nach einem Edikt von Ferdinand II. im Jahr 1627 verlassen. Er kam nach Lissa und wurde 1654 Prediger der Gräfin Dorothea Sibylla von Dönhoff. Seine Mutter war Elisabeth Comenius (nach 1628 – nach 1670), eine Tochter des Johann Amos Comenius. Sein Bruder Johann Theodor Jablonski (1654–1731) war bis 1725 ständiger Sekretär der Preußischen Akademie der Wissenschaften und Herausgeber des Allgemeinen Lexikons der Künste und Wissenschaften.

## Leben und Werk
Jablonski besuchte das Gymnasium in Polnisch-Lissa und studierte 1677–1678 Theologie in Frankfurt (Oder). 1679 war er vorübergehend Lehrer an einer Schule des Fürsten Radziwiłł im litauischen Birsen. Zwischen 1680 und 1683 studierte er in Oxford und wurde im Anschluss Feldprediger. 1686 wurde er Rektor am Gymnasium in Polnisch-Lissa.
1688 heiratete er in Polnisch-Lissa Barbara Fergushill, mit der er 13 Kinder haben sollte.
1691 wechselte er als Hofprediger nach Königsberg. 1693 wurde er nach Berlin gerufen, um die Nachfolge des Hofpredigers Georg Conrad Bergius anzutreten. In Berlin widmete er sich vor allem der Gründung und Hege der Brandenburgischen Societät der Wissenschaften, Betreuung der Reformierten in Südost- und Osteuropa sowie dem Unionsversuch der beiden protestantischen Glaubensbekenntnisse.
Am 11. Juni 1713 wurde Jablonski zum Fellow of the Royal Society gewählt.
1718 wurde er ins lutherische Konsistorium berufen.
1728 wurde er Kirchenrat im Reformierten Kirchendirektorium.
Jablonski galt als vorbildlicher Prediger und stand mit zahlreichen Persönlichkeiten in Korrespondenz, darunter Gottfried Wilhelm Leibniz, August Hermann Francke, John Sharp (1643–1714, von 1691 bis 1714 Erzbischof von York) und Ezechiel Spanheim.
Zusammen mit Gottfried Wilhelm Leibniz gründete er 1700 die Brandenburgische Societät der Wissenschaften und war zeitweilig Vizepräsident sowie von 1733 bis 1741 Präsident der Societät.

## Familie
Er heiratete 1688 in Lissa Barbara Fergushill (1671–1723), Tochter des Alexander Fergushill († 1699), eines wegen seines Glaubens aus Schottland ausgewanderten Kaufmanns. Das Paar hatte 13 Kinder, darunter:
- Paul Ernst (1693–1757), Professor der Theologie und Philologie sowie reformierter Prediger in Frankfurt an der Oder ⚭ Sophie Charlotte Bergius
- Daniel Gottlob (* 1696), königlicher Kammerdiener
- Friedrich Wilhelm (1706–1760), Hofprediger an der Dreifaltigkeitskirche in Berlin
- Marie ⚭ Wilhelm von Irwing, Kammergerichts-, Oberkonsistorial- und Schulrat in Berlin (Eltern von Karl Franz von Irwing)
- Charlotte ⚭ Christian Scholtz (1697–1777), Pfarrer in Züllichau, dann Hofprediger in Berlin, Sprachforscher

## Ehrung
In Berlin – im heutigen Ortsteil Prenzlauer Berg – wurde 1906 die Jablonskistraße nach ihm benannt. Die Leibniz-Sozietät der Wissenschaften zu Berlin verleiht in seinem Andenken die Daniel-Ernst-Jablonski-Medaille an Personen, die sich um die Förderung des Zwecks und der Arbeiten der Wissenschaftlervereinigung verdient gemacht haben.

## Werke
- Jura Et Libertates Dissidentium In Religione Christiana. In Regno Poloniae, & M. D. Lithuaniae, Ex Legibus Regni & aliis Monumentis authenticis, excerpta, & nunc auctius edita. 1708. (Digitalisat)
- Christliche Predigten über verschiedene Auserlesene Sprüche, Heil. Schrifft. 4 Bände. Haude & Spener, Berlin 1727. (Digitalisat) (Band 2), (Band 3), (Band 4), (Band 5)
- Historia Consensus Sendomiriensis inter Evangelicos regni Poloniae et Lutheranae in synodo generali Evangelicorum Sendomir 1570. Haude, Berlin 1731. (Digitalisat)